# Beshekee
Beshekee aussi Pezeke (et autres variantes orthographiques de l'ojibwe : Bizhiki), parfois mentionné en anglais Buffalo, est un chef de guerre du clan doodem Bear de la tribu Chippewa, en activité au XIXe siècle en Amérique du Nord.
Encore jeune homme, il signa le traité de Saint-Pierre de 1837, en tant que « Pe-zhe-kins » (« jeune buffle »), reconnaissant son statut de jeune guerrier. Le groupe « Pillager » est célèbre pour avoir produit des combattants qualifiés dans les guerres contre les tribus Dakota, et à son époque, Beshekee était parmi les plus respectés.
En 1855, il voyagea avec Aysh-ke-bah-ke-ko-zhay (en anglais « Flat Mouth », originellement « Gueule platte » en français) à Washington DC, pour répondre aux doléances des Chippewas du Mississippi et négocier une cession des terres Ojibwe des sources du fleuve au gouvernement américain.
Beshekee signera plus tard le Traité de 1863 répondant en partie à ces griefs en établissant des réserves permanentes au Minnesota, dont une à Leech Lake.